# Dejan Stanković
Dejan Stanković serbiska: Дејан Станковић), född 11 september 1978 i Belgrad, Jugoslavien (nuvarande Serbien), är en serbisk före detta fotbollsspelare. Han avslutade sin karriär i Inter dit han kom från Lazio 2004. 